# Lemo kyrka

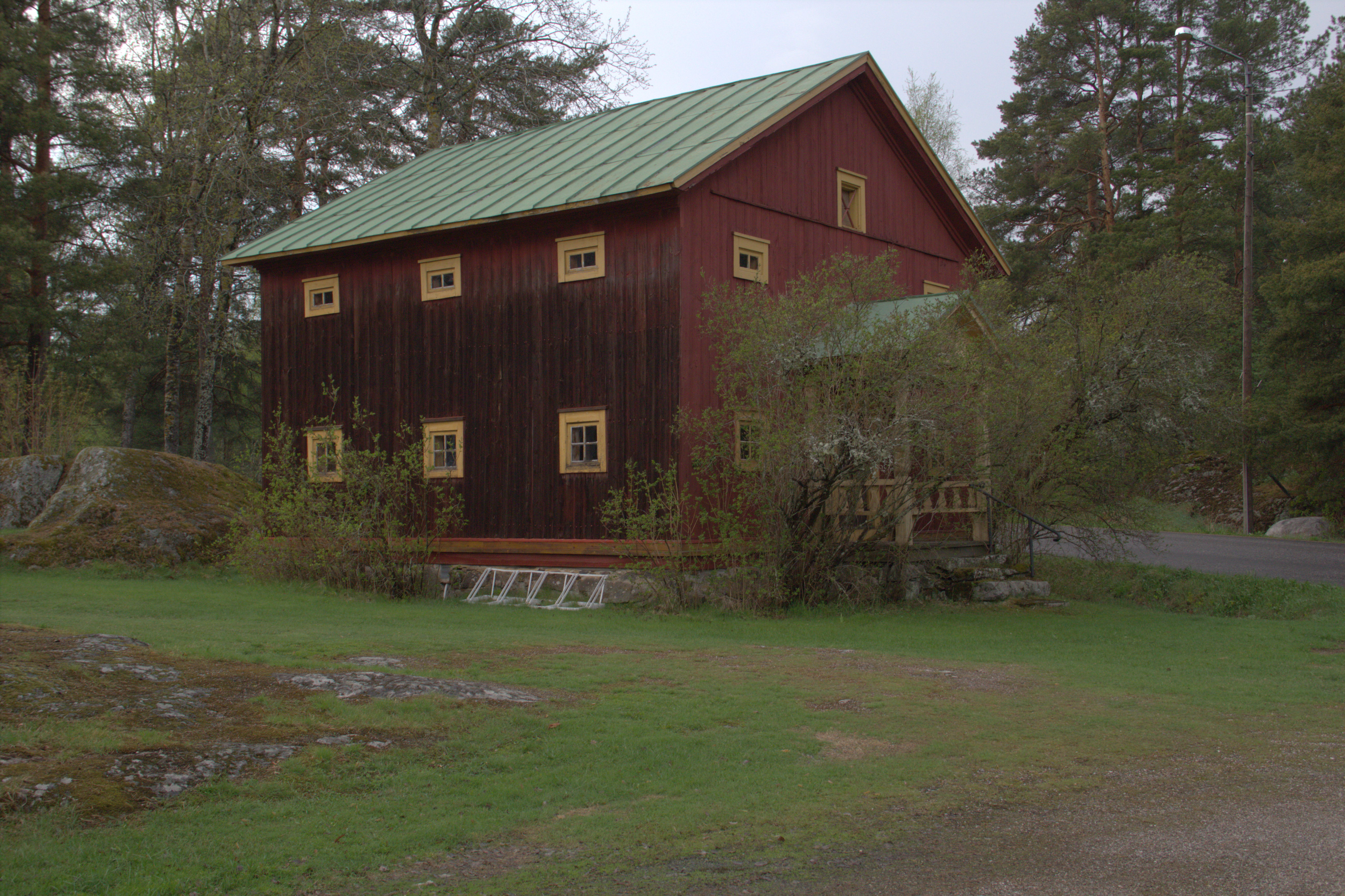
Kemppis stuga.

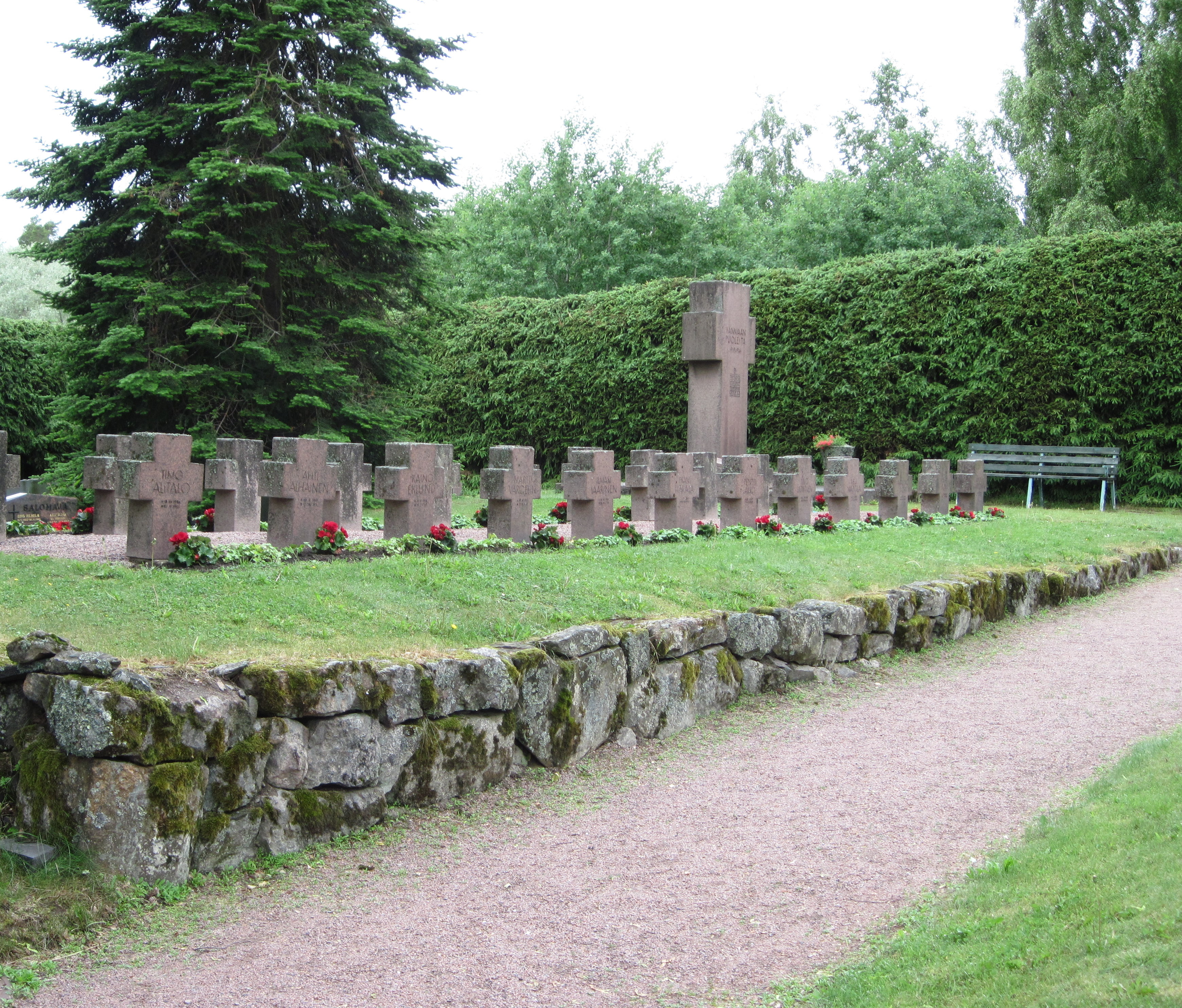
Hjältegravarna vid Lemu kyrka. Minnesmärket har planerats av arkitekt Elsi Borg.

Lemo kyrka är medeltida gråstenskyrka i Masku kommun. Den är helgad åt Olof den helige. Den har daterats till perioden 1460–1480.

## Historia
Lemo kyrksocken har grundats litet före 1380. Möjligen har Lemo varit kapell under Santamala men riktiga belägg finns inte. Kyrksocken blev Lemo då Santamala kyrksocken strax efter 1340 delades mellan Nousis och Lemo.
Kyrkan och dess omgivningar har klassificerats som en byggd kulturmiljö av riksintresse.
Redan före socknens lösgöring från Nousis kyrksocken hade Lemo en egen kyrkobyggnad. Den nuvarande kyrkan ligger på Toijais backe. Det första  kapellet av stock uppfördes tydligen redan på 1200-talet. Kyrkans gamla krucifix och dopfunt kommer från den tiden. På 1300-talet färdigställdes ett litet sten kapell som senare blev den nuvarande sakristian. Den nuvarande kyrkan uppfördes mellan 1460 och 1480 bredvid det gamla kapellet. Den gamla kyrkogården ligger söder om kyrkan och omges av en stenmur och en granhäck.
Kyrkans nuvarande klockstapel av trä ligger  på den nordöstra sidan. Den gamla klockstapeln från 1570-talet hade förfallit på 1700-talet och man gjorde planer på en ny. Men stridigheterna om kostnaderna mellan moderförsamlingen och kapellborna i Villnäs ledde till att den inte kunde byggas förrän mitten av 1700-talet. För att komma framåt med byggandet skaffades också två alternativa ritningar. De första ritningarna för en klockstapel i sten gjordes av C. F. Schröred 1785. Den klockstapel man slutligen stannade för planerades av  Överintendentsämbetet 1798.
En ny klockstapeln byggdes 1812 i neo-klassisk stil. Klockstapelns grundplan är kvadratiskt och byggd i stock. Ovanpå det finns ett klockrum som är byggt av stående plank. Klockstapeln är rödmålad och har ett spåntak. Det finns två klockor. Den äldre av dem är ursprungligen gjuten 1577 och omgjuten på 1920-talet. Den andra klockan är gjuten i Stockholm 1661–1663.

### Kemppis stuga
Bredvid kyrkan ligger hembygdsmuseet Kemppis stuga. Museet är inrymt i ett gammalt sockenmagasin från 1858. Ursprungligen lagrades säd från goda skördeår för att under missväxtår användas både som föda och utsäde. Magasinet är uppfört av stock i två våningar, med rödmyllad, stående ytterpanel. Det användes ännu på  1930-talet. Luvia samfällighet upplät det tomma magasinet till hembygdsföreningen Kemppit som grundades 1951. Magasinet byggdes om med hjälp av donationer 1952 enligt planer av konstnären Ilmari Wirkkala.

### Folksägen

Lemos kommunvapen bygger på folksägnen

Enligt en lokal sägen ville ortsborna flytta kyrkan till en annan plats. Stockarna avsedda för kyrkan stals eller hämtades från Santamala i Nousis.
Sägnen säger att kyrkan byggdes där stocklasset stjälpte. På kyrkbacken finns en minnessten med utdrag ur en längre nidvisa som upptecknats av virmobon Gregorius Hallenius 1738 i avhandlingen Wirmoënsis in Finlandia territorii memorabilia
Lemo kommunvapen bygger på sägnen. Korset och hjulen i vapnet påminner om berättelsen.

## Interiör
Kyrkan har tre skepp. Mittskeppethar stjärnvalv och sidoskeppen kryssvalv. Kyrkans nuvarande altartavla har målats av Adolf von Becker 1880 och föreställer Uppståndelsen. På en pelare i mittskeppet finns en målning som föreställer Martin Luther. I övrigt finns inga målningar. Förutom ljuskronorna har kyrkan två votivskepp. Ett skepp från 1920–1930, det andra var länge i privat ägo tills det returnerades till kyrkan 1999.